# Медведь и дракон
Медведь и дракон  — роман в жанре технотриллера американского писателя Тома Клэнси. Опубликован 21 августа 2000 года. Прямой сиквел романа «Слово президента». В романе повествуется о войне Китая и России. Роман, объёмом 1028 страниц, считается самым длинным произведением Клэнси.  

## Описание сюжета
После убийства китайскими полицейскими двух католических священников США и другие страны отказываются приобретать китайские товары, Китай испытывает недостаток валюты, необходимой для приобретения нефти и пшеницы. Китайские лидеры решают захватить российскую территорию. Бондаренко становится командующим дальневосточного военного округа. Россия вступает в НАТО, а бойцы «Радуги» действуют совместно с российским спецназом. Китайские армии вторгаются на Дальний Восток. ВС США помогают отразить китайское вторжение. Китайцы пытаются нанести по США ядерный удар, но бойцы «Радуги» и спецназа взрывают ракеты, а одну, успевшую стартовать, уничтожает ПРО. После этого в Китае происходит революция, свергающая сторонников войны с Россией.

## Отзывы
Роман занял первое место в списке бестселлеров газеты The New York Times.